# Gujoslov
Gujoslov je lik iz knjige Gospodar prstenova.
Gríma je bio savjetnik Théodena, sedamnaestog kralja Rohana i posljednjeg iz Druge loze, te istovremeno i Sarumanov špijun. Ime mu najvjerojatnije (na starogermanskim jezicima) znači maska. Otac mu je bio Galmod, a majka nepoznata. Ne zna se kada je rođen no umro je 3. studenog 3019. Trećega doba. 
O njegovim ranim godinama ništa se ne zna osim što se vjeruje da je bio dobre naravi prije potpadanja pod Sarumanov utjecaj, postavši tako manipulator, lažljivac i izdajnik. Gríma je počeo utjecati na Théodenov um negdje oko 3014. godine. Osim što se služio lažima i spletkama, vjerovalo se da je u blagim količinama trovao kralja, kako bi oslabio njegov utjecaj i sposobnost odlučivanja i učinio ga što krhkijim. To je bio savršen plan da se oslabi Rohan prije invazije orkâ; naravno, sve po nalogu Sarumana. Zbog svega toga u narodu je bio prozvan Gujoslov, jer su mu riječi bile otrovne kao u zmije. Kako je kraljev um polako bivao zamagljen, sve njegove odluke su išle preko Gríme, no bilo je još onih koji su mu se suprotstavljali, poglavito vojni zapovjednici: najviše kraljev sin Théodred i nećak Éomer koji se nisu dali zavarati, a kamoli okrenuti jedan protiv drugoga ili kralja, kakav je bio Grímin plan. Zbog toga ih je mrzio iz dna duše. No nisu samo oni bili meta, već i kraljeva nećakinja Éowyn, sestra Éomerova. Osim toga, izgleda da mu je nju obećao Saruman kao nagradu, kada Rohan doživi poraz. Nakon što je zarobljen na Orthancu, Gandalf je došao reći Theodenu za Sarumanov napad na Rohan, no Theoden ga je pod utjecajem Grime otjerao. Grima je to odmah dojavio Sarumanu. Nakon posjeta Gandalfa, ljudi su se počeli suprotstavljati Grími, ali je Théoden i dalje slušao njegove savjete. Théodred je preuzeo zapovjedništvo nad vojskom i učvrstio obranu na sjevernim granicama. Ubrzo je došlo do Prve bitke na gazovima Isena gdje je Théodred poginuo, a Erkenbrand preuzeo zapovjedništvo, tražeći pomoć iz Edorasa što je Gríma odbio. Éomer je, naravno, bio za Erkenbrandov prijedlog, no nije ništa mogao učiniti. Kada je saznao za grupu orka koji su dolazili s Emyn Muila želio ih je goniti, ali Gríma je utjecao na kralja i kralj je to zabranio. Éomer je poveo eored u okršaj i kad se vratio, Gríma ga je dao uhititi. Dana 2. ožujka 3019. u Edoras su došli Aragorn, Gandalf, Gimli i Legolas, a Gandalf je tada izliječio Théodena, na užas Gríme koji je tako bio razotkriven pred svima. Theoden ga je otjerao i on je bio zarobljen u Orthancu, glavnoj kuli Isengarda zajedno sa Sarumanom. No enti su ih pustili i oni su otišli u Shire gdje su učinili mnoga zlodjela. Kada je Saruman ponovno poražen Grima mu je prerezao vrat i pokušao pobjeći no ubili su ga hobitski strijelci.